# Asnan
Asnan [anɑ̃] est une commune française située dans le département de la Nièvre, en région Bourgogne-Franche-Comté.

## Géographie
Asnan est située à 19 km au sud de Clamecy, sous-préfecture de la Nièvre. Le point le plus haut de la commune culmine à 391 mètres d'altitude (bois des Menées). Le point le plus bas est à 223 mètres d'altitude (route de Germenay). Le bourg est à mi-pente, entourant la source d'un petit ruisseau (le Riau) qui se jette en aval dans l'Yonne.
Le paysage, très vallonné, est dominé par le bocage au sud et à l'est, et par l'openfield à l'ouest. Au nord, le plateau de Montgué est en partie sauvage, mais le bois de pins noirs d'Autriche des Menées, soumis au régime forestier, est géré depuis sa plantation dans les années 1950 par l'Office national des forêts.
Le sous-sol est calcaire avec des intercalations marneuses (Jurassique inférieur).

### Communes limitrophes
Les communes limitrophes sont  Challement, Germenay, Grenois, Moraches et Talon.
Les agglomérations les plus proches sont Tannay (7 km), Corbigny (14 km), et Clamecy (19 km). Asnan est desservie par le chemin de fer (ligne Paris-Bercy-Corbigny) et par le canal du Nivernais : Gare de Flez-Cuzy - Tannay (à 9 km). La route départementale D 34 (la Grande route) traverse le nord du village.

### Climat
Pour des articles plus généraux, voir Climat de la Bourgogne-Franche-Comté et Climat de la Nièvre.
En 2010, le climat de la commune est de type climat océanique dégradé des plaines du Centre et du Nord, selon une étude du Centre national de la recherche scientifique s'appuyant sur une série de données couvrant la période 1971-2000. En 2020, Météo-France publie une typologie des climats de la France métropolitaine dans laquelle la commune est exposée à un climat océanique altéré et est dans la région climatique Centre et contreforts nord du Massif Central, caractérisée par un air sec en été et un bon ensoleillement.
Pour la période 1971-2000, la température annuelle moyenne est de 10,8 °C, avec une amplitude thermique annuelle de 16,3 °C. Le cumul annuel moyen de précipitations est de 914 mm, avec 12,8 jours de précipitations en janvier et 8,1 jours en juillet. Pour la période 1991-2020, la température moyenne annuelle observée sur la station météorologique de Météo-France la plus proche, « Clamecy », sur la commune de Clamecy à 17 km à vol d'oiseau, est de 11,5 °C et le cumul annuel moyen de précipitations est de 707,4 mm. 
La température maximale relevée sur cette station est de 40,7 °C, atteinte le 25 juillet 2019 ; la température minimale est de −14 °C, atteinte le 9 février 2012,,.
Les paramètres climatiques de la commune ont été estimés pour le milieu du siècle (2041-2070) selon différents scénarios d'émission de gaz à effet de serre à partir des nouvelles projections climatiques de référence DRIAS-2020. Ils sont consultables sur un site dédié publié par Météo-France en novembre 2022.

## Urbanisme

### Typologie
Au 1er janvier 2024, Asnan est catégorisée commune rurale à habitat dispersé, selon la nouvelle grille communale de densité à sept niveaux définie par l'Insee en 2022.
Elle est située hors unité urbaine. Par ailleurs la commune fait partie de l'aire d'attraction de Clamecy, dont elle est une commune de la couronne,. Cette aire, qui regroupe 45 communes, est catégorisée dans les aires de moins de 50 000 habitants,.

### Occupation des sols
L'occupation des sols de la commune, telle qu'elle ressort de la base de données européenne d’occupation biophysique des sols Corine Land Cover (CLC), est marquée par l'importance des territoires agricoles (80,5 % en 2018), une proportion identique à celle de 1990 (80,5 %). La répartition détaillée en 2018 est la suivante : terres arables (56,9 %), prairies (23,7 %), forêts (7,8 %), milieux à végétation arbustive et/ou herbacée (6,4 %), zones urbanisées (5,3 %). L'évolution de l’occupation des sols de la commune et de ses infrastructures peut être observée sur les différentes représentations cartographiques du territoire : la carte de Cassini (XVIIIe siècle), la carte d'état-major (1820-1866) et les cartes ou photos aériennes de l'IGN pour la période actuelle (1950 à aujourd'hui).

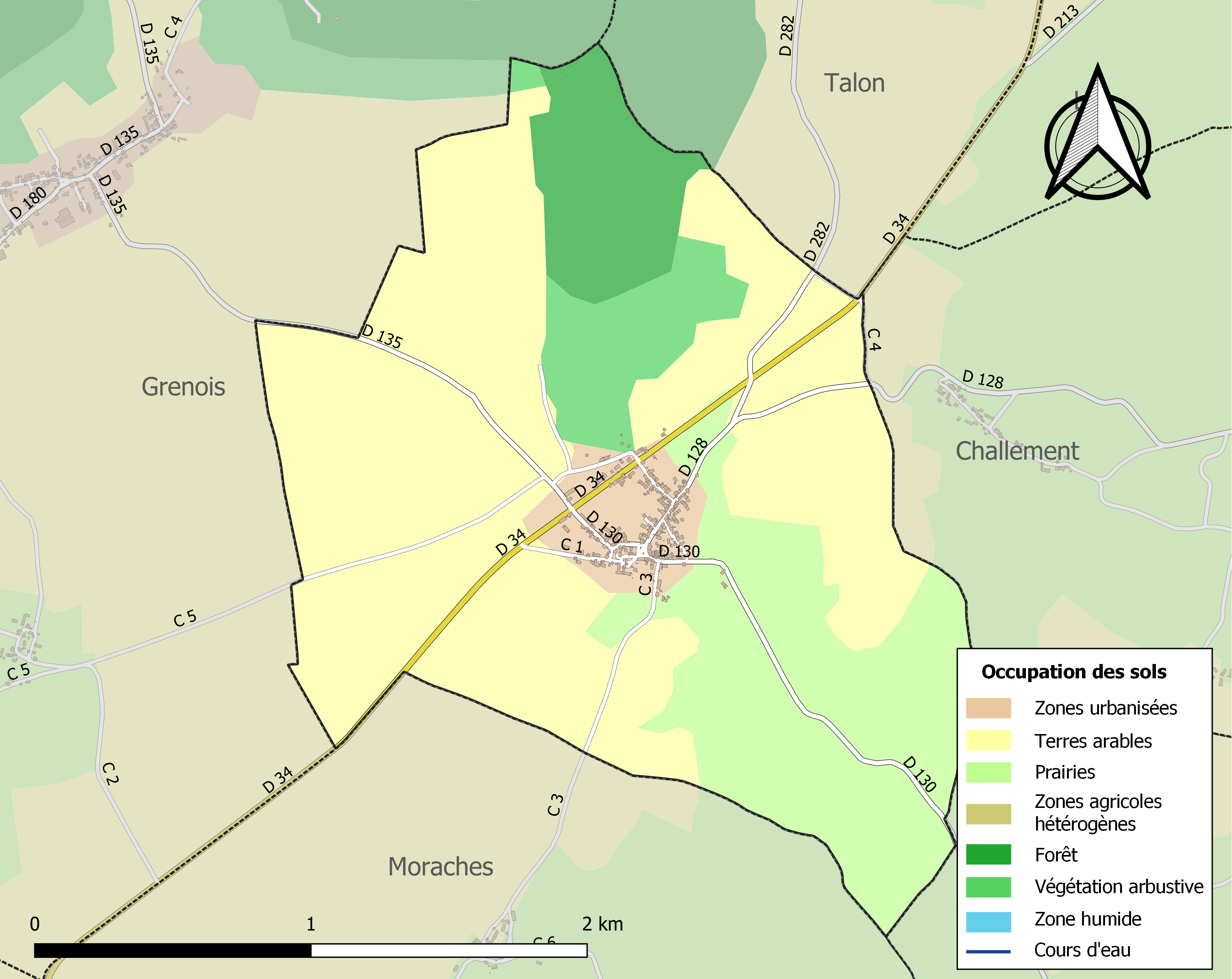
Carte des infrastructures et de l'occupation des sols de la commune en 2018 (CLC).

## Toponymie
Premières mentions : Aanant (1158), Aanantum (1287), Anento (1369). Ad-Nantum : ad (à côté/près) et nantum (du radical gaulois *nant- latinisé évoquant un petit cours d’eau, celui qui prend sa source au cœur du village).
Selon le Dictionnaire étymologique des noms de lieux en France de Dauzat et Rostaing, le terme AD NANTUM signifierait "le village à côté de la rivière". Ce que Gérard Taverdet remet en cause par plusieurs objections dont la principale est l'absence de rivière en ce lieu mais la présence d'un ruisseau. Il préfère une autre traduction du terme gaulois NANTUM, celle encore vivante en Savoie de "torrent". La source d'Asnan alimente son lavoir. Cette source est aujourd'hui canalisée, par le passé elle jaillissait d'une pente au dénivelé supérieur à 6% et pouvait alimenter par son débit rapide, sur ce terrain accidenté, un torrent. La signification première de ADNANTUM serait alors "le village à côté du torrent". Gérard Taverdet nous donne deux autres significations de ce terme gaulois pour la commune d'Asnan, celui de creux ou de vallée à rapprocher de la proximité immédiate du village avec le site préhistorique de Mont Gué. La signification pourrait être également celle du "village au pied/au creux de l'oppidum".
Les collines boisées au nord du village sont nommées "les Menées" (peut être à rapprocher du celte/breton "Menez" signifiant « mont » ou « montagne »).
Micro-toponymes
Noms des parcelles cadastrales : La Barrière, Beauregard, Les Bobins, Le Buisson Rond, La Campagne d'Huban, Les Carelles, Cascard, La Cassarde, Le Cercueil, Challuée, Le Champ de l’Étang, Le Champ Gouté, Le Champ de la Terre Creuse, Les Champs Courté, Les Champs du Bout, Château Renaut, La Chaume de Menée, Le Clou, La Comme, La Croisette, La Croix d'Asnan, La Croix Champagne, La Croix de Mission, La Croix de Pierre, La Croix Rouge, Le Crot Guillier, Le Croto, L’Écheintre Goby, En Clair, En Forêt, L’Étang, Fossenne, La Folie, La Fonte de Pru, La Grosse Terre, Les Hâtes, Les Huit Pendus, Les Malandres, Les Melons, Le Montdié, Le Montpolin, Niar Colas, L’Orillette, Les Ouches, La Pièce du Moulin, Les Piliers, Les Plantes, Le Plessis, Le Pré Aubin, Le Pré des Planches, Le Pré de la Porte, Les Quatre Noyers, La Queue d'Erse, Les Réculons, La Riole, La Suée, Sur l’Église, Sur Le Jour, Les Terres de Menée, Les Vignes des Champs Théry, Les Vignes de la Croix.

## Histoire

### Préhistoire

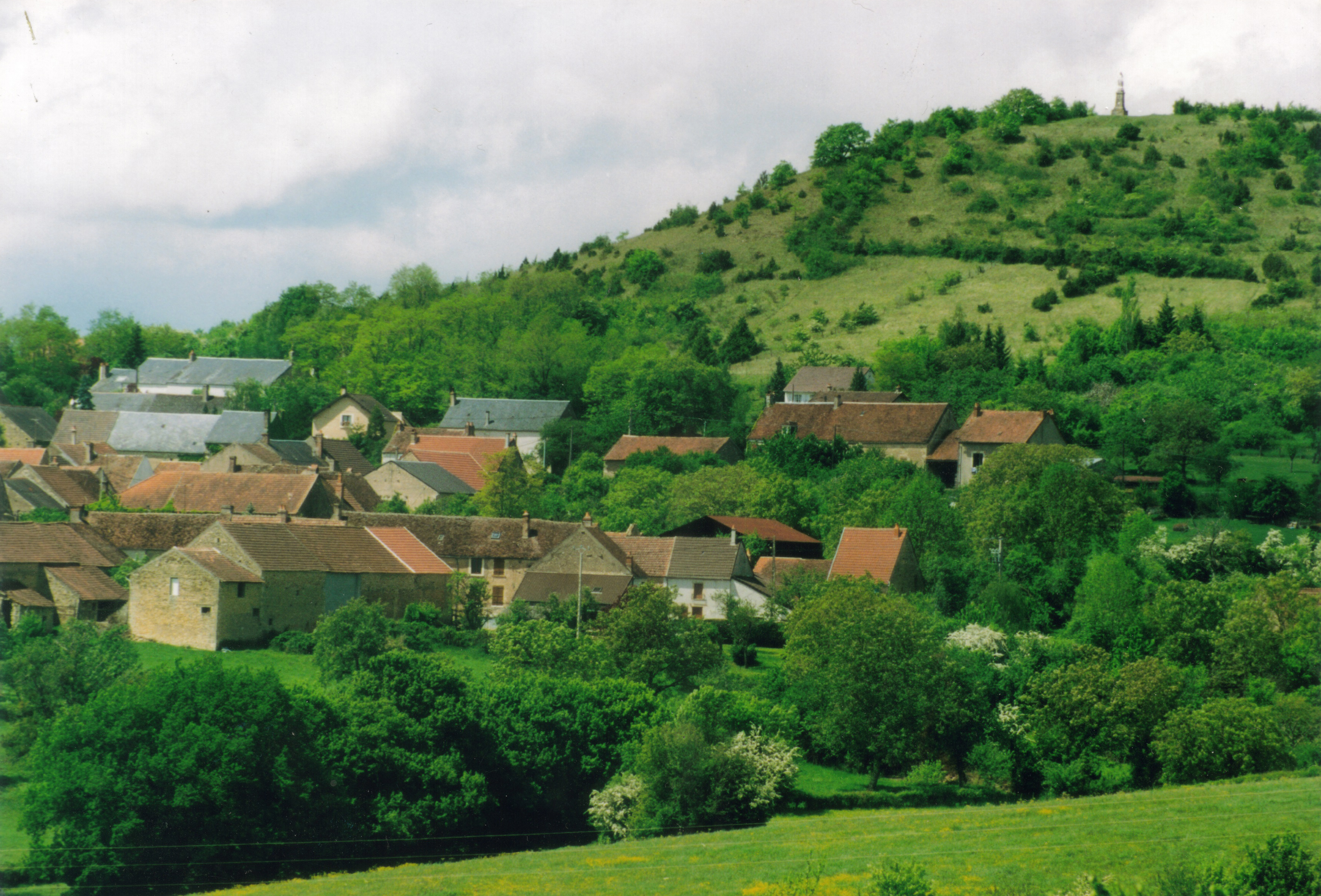
Le Montgué dominant Asnan

Le village d’Asnan est dominé au nord par un plateau se terminant en un étroit promontoire (le Montgué, 361 mètres). Ce promontoire a été aménagé il y a environ 6 000 ans en éperon barré.  Il s’agissait là d’une position défensive, prototype des premières fortifications. L’éperon était barré par un rempart transversal qui permettait d’en interdire l’accès à d’éventuels assaillants venant du plateau, les pentes latérales abruptes formant des protections naturelles.
Le site néolithique du Montgué à Asnan est qualifié de camp en éperon barré. Le rempart (37 mètres de long), qui n’est plus actuellement qu’un faible talus, a été fouillé en 1970-1971 par le Groupe nivernais de recherches archéologiques préhistoriques. Les fouilles ont montré que le rempart était précédé d’un fossé (largeur 4,50 m, profondeur 1,20 m) et que sa masse était retenue par une structure en bois et une palissade. Le matériel recueilli est essentiellement néolithique : tessons de poterie noire ou rouge et nombreux ossements humains calcinés et émiettés.
Au lieu-dit les Malandres et près du Montpolin, en bordure de la route reliant Asnan à Grenois, les missions photographiques aériennes ont révélé la présence de formes géométriques qui s’apparentent à des structures arasées.  La voie antique reliant Avallon à Bourges (par Nuars, Saint-Didier, Challement, Hubans, Chevannes-Changy) passait à proximité du village. Elle était encore utilisée au Moyen Âge par les pèlerins de Saint-Jacques-de-Compostelle en provenance de Vézelay.

### Ancien régime

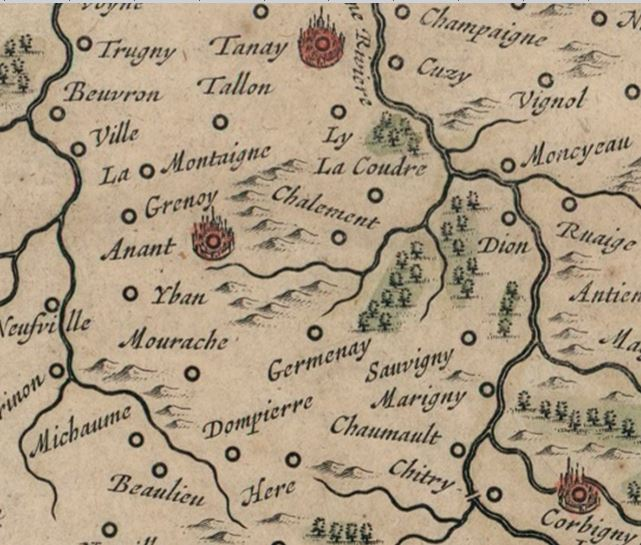
Asnan sur la carte du duché du Nivernais en 1631 (détail).

Le village s'est primitivement développé autour de la source du ruisseau. Il existait au XIXe siècle une tradition orale relative à l’origine du nom du village. Selon cette légende, Asnan ne se composait à l'origine que de deux maisons : le château Boulaguet et le domaine de l'Ane. Au Moyen Âge, les moines de l'abbaye Saint-Léonard de Corbigny venaient à cette source pour recueillir de l'eau dans des outres qu'ils chargeaient sur un âne. De là le nom que l'on donna au petit domaine agricole qu'ils possédaient à côté, et ensuite, le nom d'Asnan donné au bourg qui se développa progressivement autour. Dès le IXe siècle (et jusqu'en 1790), l'abbé de Saint-Léonard de Corbigny fut en effet le nominateur et le décimateur de la paroisse. La légende aurait donc un fond de vérité, même si cette origine étymologique du nom d'Asnan est contestable.
Le seigneur juridique d'Asnan est le baron d'Hubans (ou Huban) qui réside dans sa tour fortifiée dominant le petit hameau voisin d'Hubans (commune de Grenois). Les premiers seigneurs connus sont Hugues (en 1084) puis Mathieu (en 1095). Les familles de Saint-Vérain (XIIe et XIIIe siècles), de Mello et d'Eu (XIVe siècle), de Montaigu (XVe siècle), de Rabutin (XVe siècle et XVIe siècle) et de Jaucourt (XVIIe et XVIIIe siècles) se succèdent à la tête de la baronnie jusqu'à la Révolution. À partir du XVe siècle, ils résident dans leur château de Brinon-sur-Beuvron quand ils ne sont pas dans leur hôtel parisien. Le baron d'Hubans détenait la haute et moyenne justice du village. Le gibet et les fourches patibulaires se dressaient au lieu-dit les Piliers près de la route départementale D 34. Des seigneurs subalternes (dits fonciers) possédaient des arrière-fiefs à Asnan : l'étang et le moulin à eau du Plessis, le moulin à vent de Champs Théry, la maison Boulaguet. Le seigneur de Moraches détenait la basse justice d'Asnan.
Village entouré de basses murailles (ville close selon Guy Coquille dans son Commentaire sur la coutume du pays et duché de Nivernais (1590)), Asnan possédait quatre foires annuelles et un marché hebdomadaire.
Vauban indique dans sa description géographique de l'élection de Vézelay (1696) : "Il y a du blé et du vin assez pour les habitants et pour en faire un assez bon commerce".

### Époque moderne
La Révolution a été mouvementée dans ce bourg qui compte alors près de 700 habitants : la rédaction controversée du Cahier de doléances dont une autre version, demeurée célèbre, fut envoyée directement par les habitants au ministre Jacques Necker ; la Grande Peur de l'été 1789 où près de 2500 ouvriers du canal du Nivernais faillirent ravager le village ; des luttes incessantes entre clergé réfractaire et clergé constitutionnel ; l'hébergement de militaires étrangers prisonniers ; la mort en déportation de l'ancien curé ; l'arrestation du maire et de plusieurs notables et leur traduction devant le tribunal révolutionnaire de Paris.
Pays de vignobles, de céréales et d'élevage, Asnan connaît son âge d'or démographique au XVIIIe siècle et au début du XIXe siècle : c'est avec Saint-Révérien le bourg le plus dense et le plus important du canton de Brinon-sur-Beuvron. Mais dans les années 1840, l'achèvement de la route départementale D 34 et le désenclavement du nouveau chef-lieu de canton Brinon-sur-Beuvron provoquent le déclin progressif du village, qui est détruit aux deux-tiers par un terrible incendie en 1868.
Asnan est aujourd'hui habité principalement par des employés du secteur tertiaire et des retraités. La commune compte un nombre important de résidences secondaires. Les derniers commerces (café-boulangerie, tabac), services publics (agence postale, école primaire) et exploitations agricoles ont cessé leurs activités au cours des années 1990 et 2000.

## Politique et administration
Pas de maire entre 1795 et 1800 à la suite de la suppression des municipalités dans les communes de moins de 5 000 habitants (Constitution du 5 fructidor an III). Pierre Rousseau (huissier) est l'agent municipal représentant Asnan auprès du canton de Tannay. En 1800, avec le nouveau découpage cantonal du département, Asnan est rattachée au canton de Brinon-sur-Beuvron.
| Période                                  | Période  | Identité                                                  | Étiquette | Qualité                    |
| ---------------------------------------- | -------- | --------------------------------------------------------- | --------- | -------------------------- |
| 1790                                     | 1792     | Thomas Bouquerot de Voligny                               |           | magistrat                  |
| 1792                                     | 1795     | Etienne Bouquerot, père du précédent                      |           | notaire                    |
| 1795                                     | 1800     | municipalité supprimée Constitution du 5 fructidor an III |           |                            |
| 1800                                     | 1802     | Jean-Baptiste Voillaud                                    |           | notaire                    |
| 1802                                     | 1805     | Etienne-François Robin des Barres                         |           | médecin chirurgien         |
| 1805                                     | 1808     | Michel-Edme Rousset                                       |           | avocat                     |
| 1808                                     | 1824     | Jean-Baptiste Voillaud                                    |           | notaire                    |
| 1824                                     | 1830     | Philibert Reslu                                           |           | propriétaire terrien       |
| 1830                                     | 1843     | Jean-Simon Cointe                                         |           | médecin                    |
| 1843                                     | 1868     | Claude Cliquet                                            |           | cultivateur                |
| 1868                                     | 1874     | Jean Ranvier                                              |           | cultivateur                |
| 1874                                     | 1884     | Jean Jouot                                                |           | cultivateur                |
| 1884                                     | 1892     | Léonard Ranvier                                           |           | cultivateur                |
| 1892                                     | 1909     | Charles-Gabriel Cointe                                    |           | médecin                    |
| 1909                                     | 1919     | Gabriel Cointe                                            |           | cultivateur                |
| 1919                                     | 1922     | Pierre Perreau                                            |           | cultivateur                |
| 1922                                     | 1925     | Joseph Dubois                                             |           | notaire                    |
| 1925                                     | 1935     | Gabriel Cointe                                            |           | médecin                    |
| 1935                                     | 1945     | Robert Cointe                                             |           | avocat                     |
| 1945                                     | 1953     | Louis Cliquet                                             |           | cultivateur                |
| 1953                                     | 1959     | Pierre Ranvier                                            |           | cultivateur                |
| 1959                                     | 1968     | Charles Clerc                                             |           | cultivateur                |
| 1968                                     | 1977     | Augustin Guillerand                                       |           | cultivateur                |
| 1977                                     | 2001     | Jacky Lachot                                              |           | enseignant                 |
| 2001                                     | 2008     | François Roze                                             |           | chargé d'études            |
| 2008                                     | 2014     | Gérard Thorin                                             |           | retraité (hôpitaux)        |
| 2014                                     | 2020     | Christine Favier                                          | SE        |                            |
| 2020                                     | En cours | Patrick Riolino                                           | SE        | entrepreneur de maçonnerie |
| Les données manquantes sont à compléter. |          |                                                           |           |                            |

### Démographie
L'évolution du nombre d'habitants est connue à travers les recensements de la population effectués dans la commune depuis 1793. Pour les communes de moins de 10 000 habitants, une enquête de recensement portant sur toute la population est réalisée tous les cinq ans, les populations de référence des années intermédiaires étant quant à elles estimées par interpolation ou extrapolation. Pour la commune, le premier recensement exhaustif entrant dans le cadre du nouveau dispositif a été réalisé en 2004.

En 2022, la commune comptait 119 habitants, en évolution de −6,3 % par rapport à 2016 (Nièvre : −3,28 %, France hors Mayotte : +2,11 %).
| 1793 | 1800 | 1806 | 1821 | 1831 | 1836 | 1841 | 1846 | 1851 |
| ---- | ---- | ---- | ---- | ---- | ---- | ---- | ---- | ---- |
| 681  | 718  | 715  | 617  | 664  | 650  | 640  | 655  | 658  |

| 1856 | 1861 | 1866 | 1872 | 1876 | 1881 | 1886 | 1891 | 1896 |
| ---- | ---- | ---- | ---- | ---- | ---- | ---- | ---- | ---- |
| 618  | 621  | 648  | 625  | 591  | 565  | 536  | 482  | 468  |

| 1901 | 1906 | 1911 | 1921 | 1926 | 1931 | 1936 | 1946 | 1954 |
| ---- | ---- | ---- | ---- | ---- | ---- | ---- | ---- | ---- |
| 446  | 414  | 351  | 322  | 285  | 268  | 279  | 255  | 235  |

| 1962 | 1968 | 1975 | 1982 | 1990 | 1999 | 2004 | 2006 | 2009 |
| ---- | ---- | ---- | ---- | ---- | ---- | ---- | ---- | ---- |
| 216  | 199  | 172  | 163  | 145  | 137  | 144  | 142  | 129  |

| 2014 | 2019 | 2022 | - | - | - | - | - | - |
| ---- | ---- | ---- | - | - | - | - | - | - |
| 130  | 120  | 119  | - | - | - | - | - | - |

## Économie

### Marché estival
Le comité des fêtes créé au début des années 1980 propose plusieurs animations, notamment un marché de nuit qui a lieu chaque année au mois d'août.

## Vie locale

### Équipements
La commune possède une salle des fêtes : la Grange.

## Culture locale et patrimoine

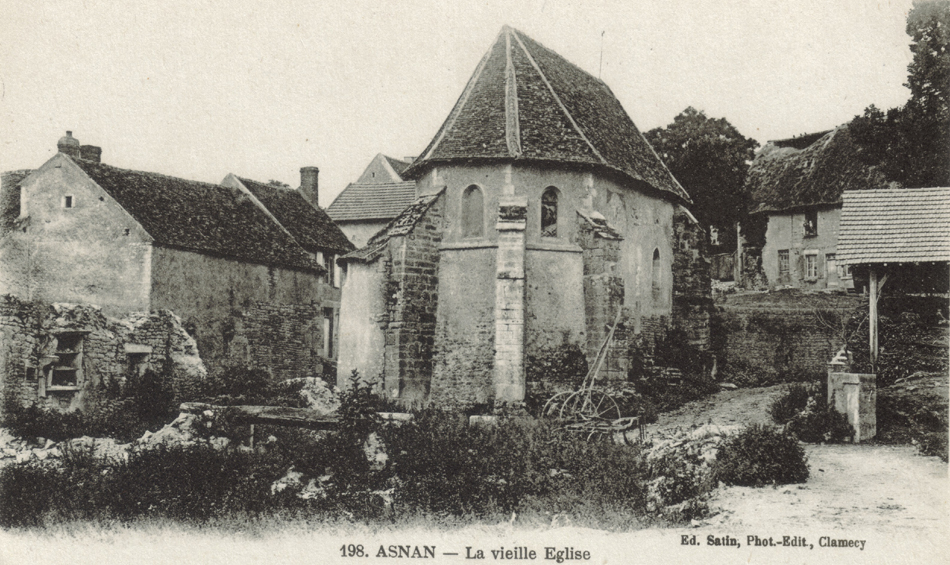
Le chevet de l'église médiévale vers 1920.

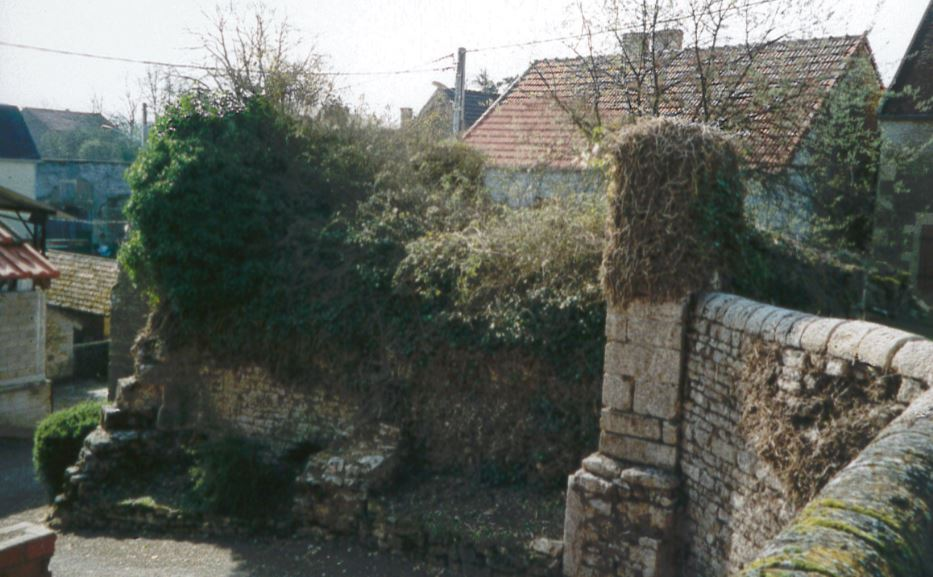
Les ruines de l'église médiévale de nos jours.

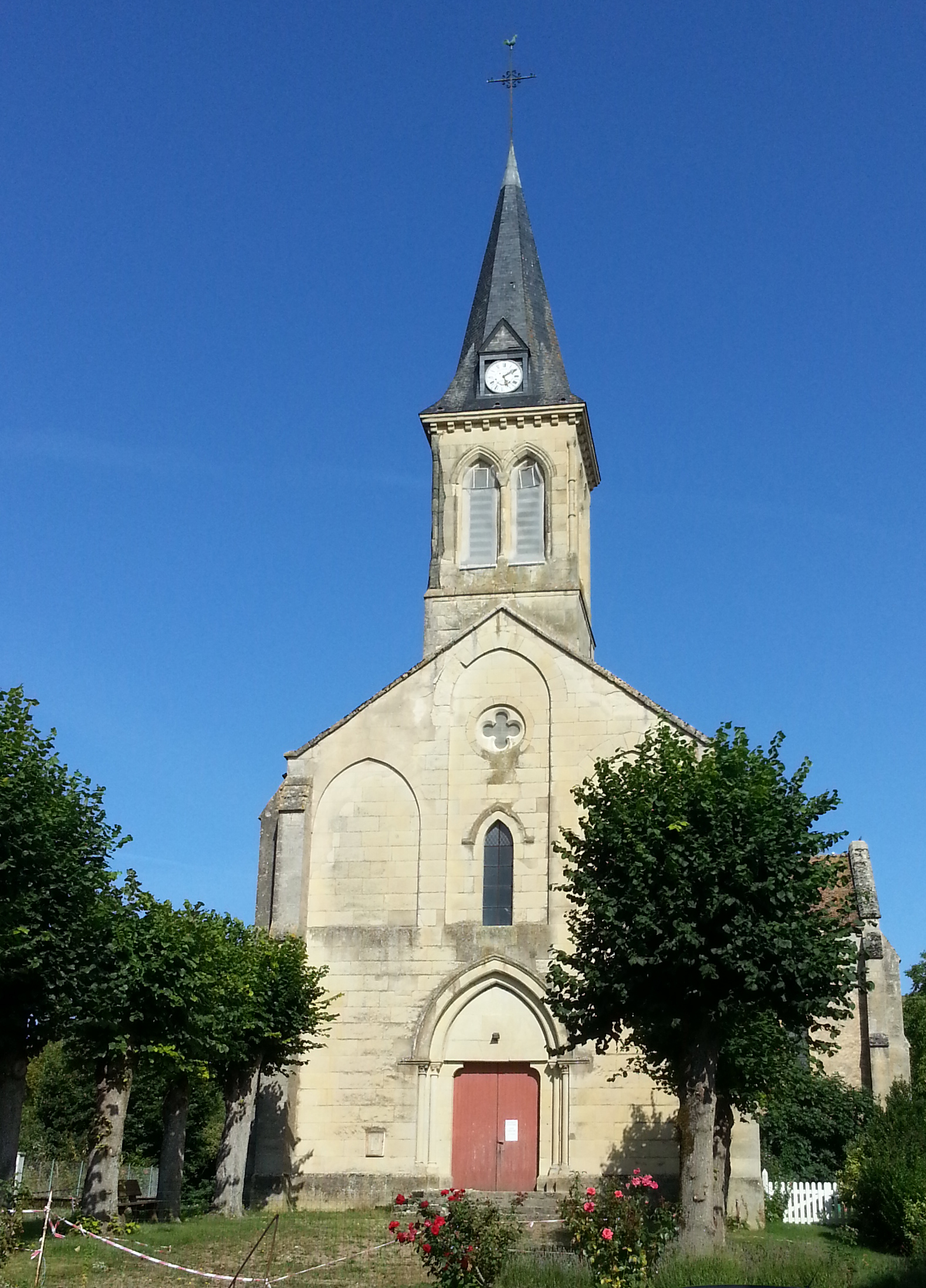
L'église moderne en 2017 avant sa démolition.

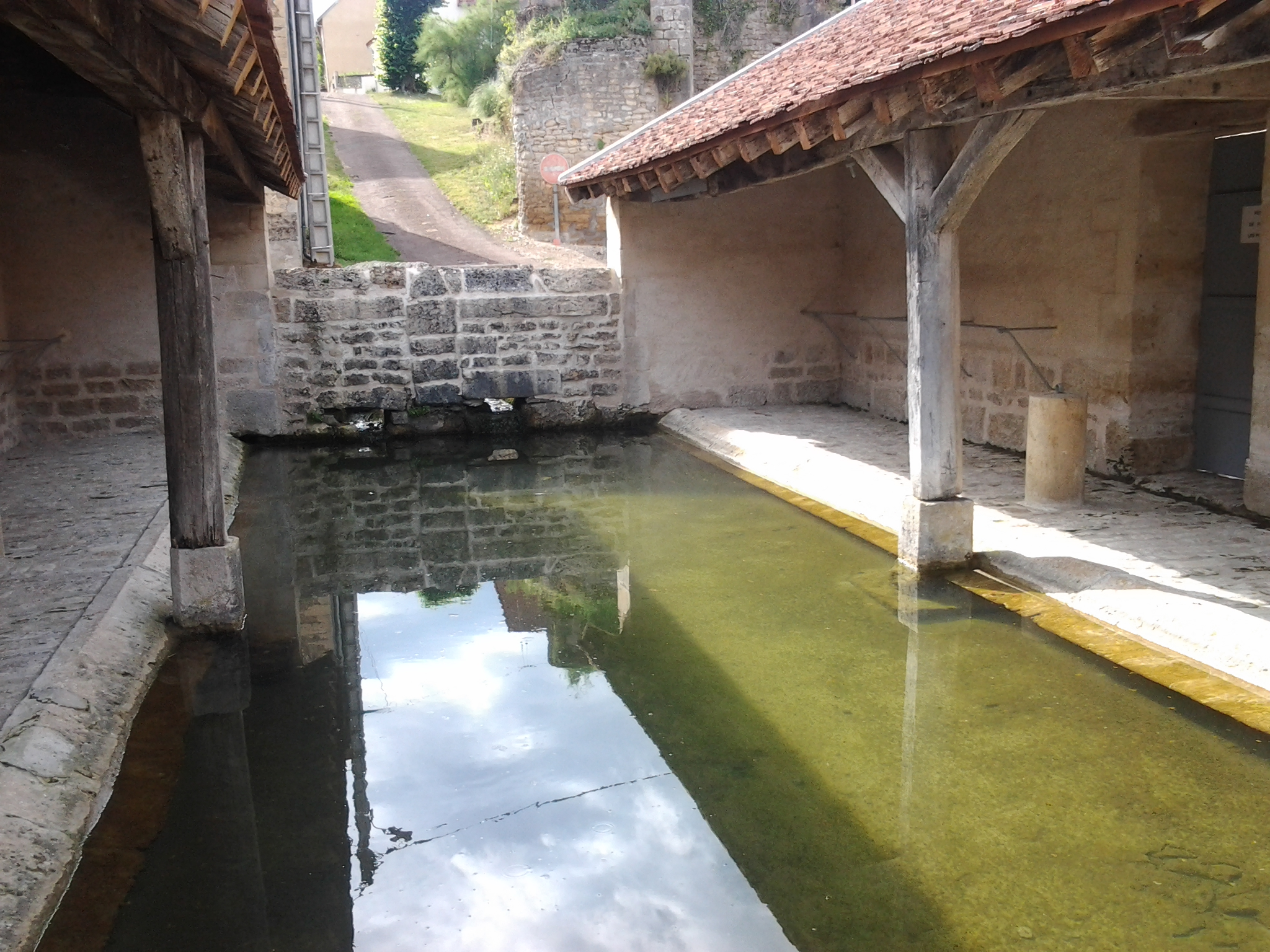
La fontaine et le lavoir d'Asnan.

### Lieux et monuments
- L'église médiévale Notre-Dame d'Asnan : située au cœur du village, cette église primitive avait vraisemblablement été édifiée sur un lieu de culte antique christianisé et lié à la source située quelques mètres à peine en contrebas. Vouée à la Sainte-Vierge, elle avait été agrandie d'une nef et surélevée en voûtes d'ogives aux XIIIe puis XVe siècles. L’église avait été fragilisée au XVIIe siècle par la construction de deux chapelles collatérales au chœur dont on avait ôté les contreforts. Le chœur et les deux chapelles avaient été réparés et consolidés en 1790[22], mais l’absence de contreforts avait provoqué d’importantes lézardes qui se révélèrent dangereuses à partir de 1865. L'édifice a été fermé au culte en 1874 après la construction d'une nouvelle église dans la rue de Tannay. Les charpentes de sa nef semi-enterrée ont servi à la couverture des deux préaux du lavoir situé en contrebas. Les murs gouttereaux de la nef ont été ensevelis sous un jardin public. Seul le chœur a été conservé. Utilisé comme chapelle, l'édifice a été définitivement abandonné en 1943. Écroulé sur lui-même, le bâtiment est en ruines depuis les années 1950. Le chevet comprenait une absidiole entre deux contreforts. Elle abritait jadis la statue de la Vierge de la Confrérie[23]. Menaçant de s'effondrer, l'absidiole a été démolie en 2021.
- L’église moderne Notre-Dame d’Asnan (1874-2018) : la construction d'une nouvelle église avait été décidée en 1869. Consacrée en 1874, cette église s’élevait rue de Tannay, à l’emplacement de plusieurs maisons détruites par un incendie en 1868. De style néo-gothique, détaché de l’architecture vernaculaire et traditionnelle du Nivernais, l’édifice répondait au principe des édifices publics de la Troisième République, conçus selon des modèles standardisés. Église à nef unique, l’édifice non orienté se terminait par un transept et un chevet à pans coupés. Dès 1877[24], l'édifice présentait d'importantes malfaçons au niveau du gros œuvre et de la charpente. A la fin du XIXe siècle et tout au long du XXe siècle, la commune en avait assuré l’entretien et les réparations[25]. Malgré ces travaux, l’édifice avait continué à se dégrader. Elle avait cessé d'être église paroissiale dans les années 1930 pour devenir église succursale. Non protégée au titre des monuments historiques, frappée d'un arrêté de péril à l'automne 2013 et désaffectée par le diocèse de Nevers[26], l'église est démolie à l'été 2018, non sans susciter des remous sur les réseaux sociaux et dans la presse[27].
- La fontaine d'Asnan :  l'abreuvoir en pierres de taille a été reconstruit en 1755 aux frais des habitants du village (la date, avec deux 5 inversés, est gravée sur une des pierres). Il se déverse dans un bassin de la même époque qui servait de lavoir. Les deux préaux ont été édifiés en 1875 avec des charpentes de la nef de l'ancienne église. Le lavoir et l'abreuvoir ont été restaurés en 2012. Les eaux du lavoir se déversaient dans un bassin comblé dans les années 1950 : le Gueur. Ce toponyme d'origine celte évoque un plan d'eau. On le retrouve dans de nombreux toponymes locaux, notamment celui du ruisseau de la commune voisine de Grenois.

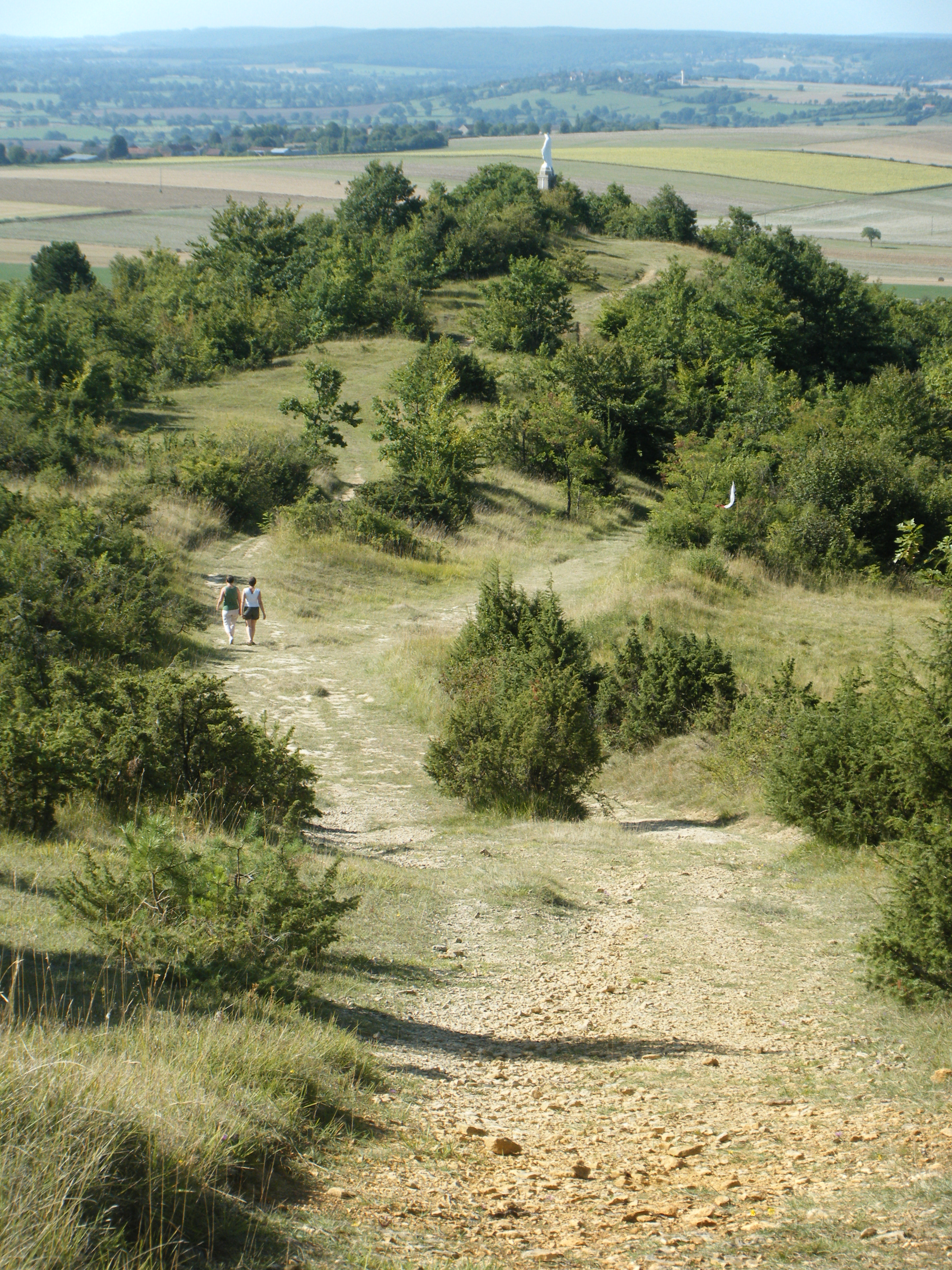
L'éperon du Montgué

- L'éperon du MontguéLe site du Montgué : (hypercorrection moderne de l'ancien toponyme Montdié prononcé localement Mon-yé),  éperon culminant à 361 mètres au nord du village, il offre un panorama exceptionnel sur la vallée de l'Yonne et la façade occidentale du massif du Morvan. C'est un ancien éperon barré préhistorique. Son nom est peut-être issu du francique mundgawi (« protection de territoire » ou « Protège le territoire »). Une monumentale statue de la Sainte-Vierge y a été installée en 1893.
- Plusieurs maisons bourgeoises des XVIIe et XVIIIe siècles ont échappé à l'incendie de 1868. Parmi elles, la maison de la famille Gasté (place du Gueur) qui compta parmi ses membres Nicolas Gasté, curé d'Asnan mort en déportation sous la Révolution. Son neveu, aussi curé à Asnan, y vécut par la suite car la commune ne possédait plus de presbytère. Cette maison abrita de 1833 à 1931 un établissement des sœurs de la Charité de Nevers.
- Un circuit pédestre jalonné de panneaux d'information est proposé par l'office de tourisme du canton de Brinon-sur-Beuvron. Il permet de découvrir Asnan et sa région[28].

### Personnalités liées à la commune
- Nicolas Gasté (1726-1794), jésuite, prêtre mort en déportation.
- Thomas Bouquerot de Voligny (1755-1841), magistrat, homme politique français.
- Jean-Baptiste Bouquerot des Essarts (1771-1833), baron d'Empire et maréchal de camp.
- Joseph Notelet (1874-1956), peintre post-impressionniste.

### Héraldique
| Blason de Asnan | Blason  | D'or à un âne arrêté de gueules, le museau d'argent et les sabots de sable ; au chef d'azur chargé de trois coquilles d'argent.                                                |
| Blason de Asnan | Détails | Armes parlantes. Créé et proposé par l'héraldiste Jean-François Binon puis approuvé par le conseil municipal du 24 juin 2011. Le statut officiel du blason reste à déterminer. |